# Brooks England
Pour les articles homonymes, voir Brooks.

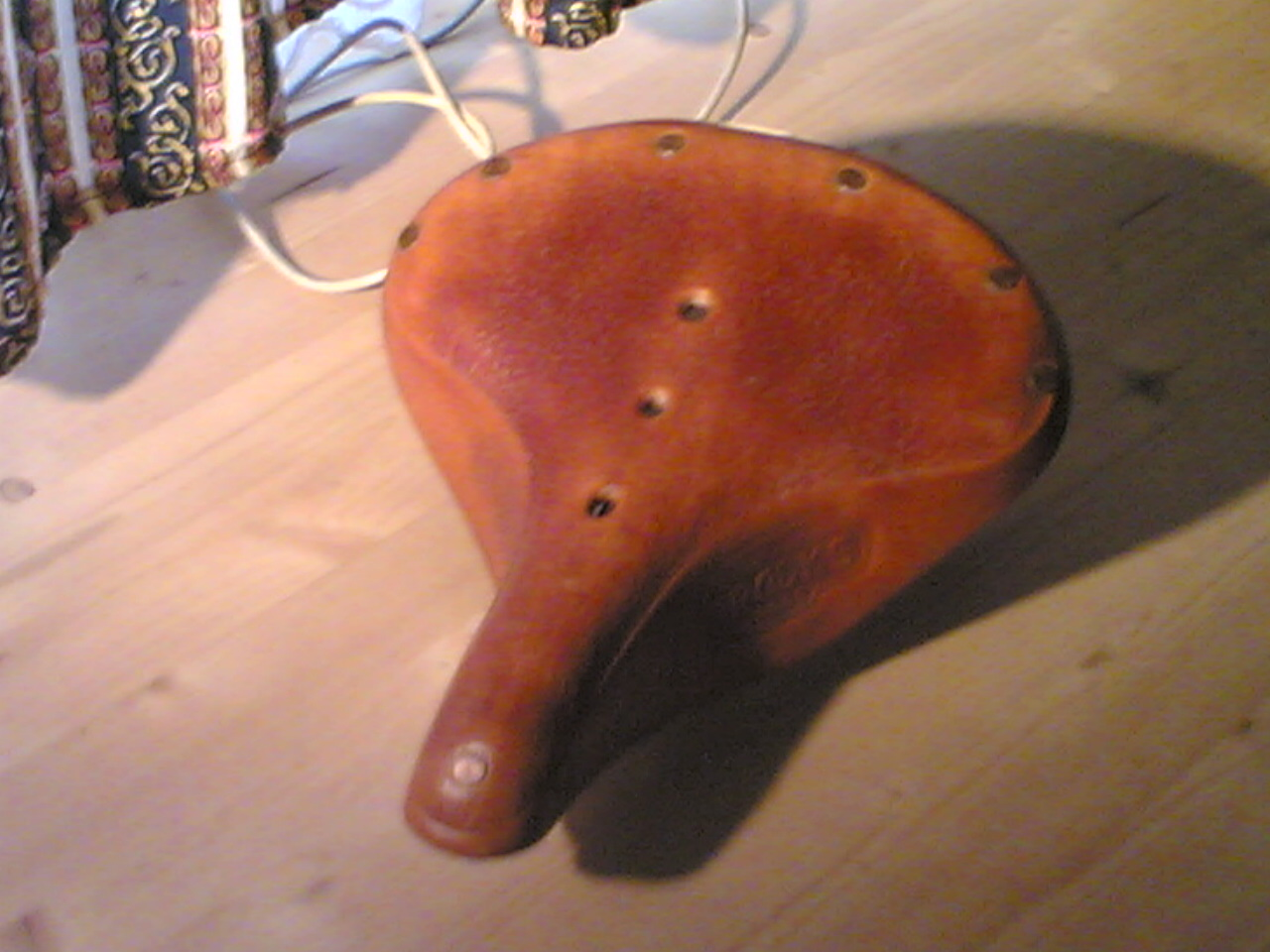
Une selle Brooks B-67

Brooks England est un fabricant de selles de vélo à Smethwick, West Midlands, Angleterre. Elle fabrique des articles en cuir depuis 1866. Dans les années 1880, la production de selles de vélo a commencé, le premier brevet de selle ayant été déposé en 1882. Dans une interview accordée en 2014, un porte-parole de Brooks a déclaré que, selon la légende familiale, l'entreprise a commencé lorsque le fondateur John Boultbee Brooks, un fabricant de selles de cheval, a essayé d'utiliser un vélo après la mort de son cheval, mais a trouvé le siège en bois très inconfortable. Iil s'est donc engagé à améliorer ce problème et Brooks est né ainsi.
Raleigh Bicycle Company a acheté Brooks vers la fin des années 1950.  Lorsque Raleigh a fait faillite en 1999, Brooks a été revendue. En 2002, la marque a été vendue à Selle Royal. . 

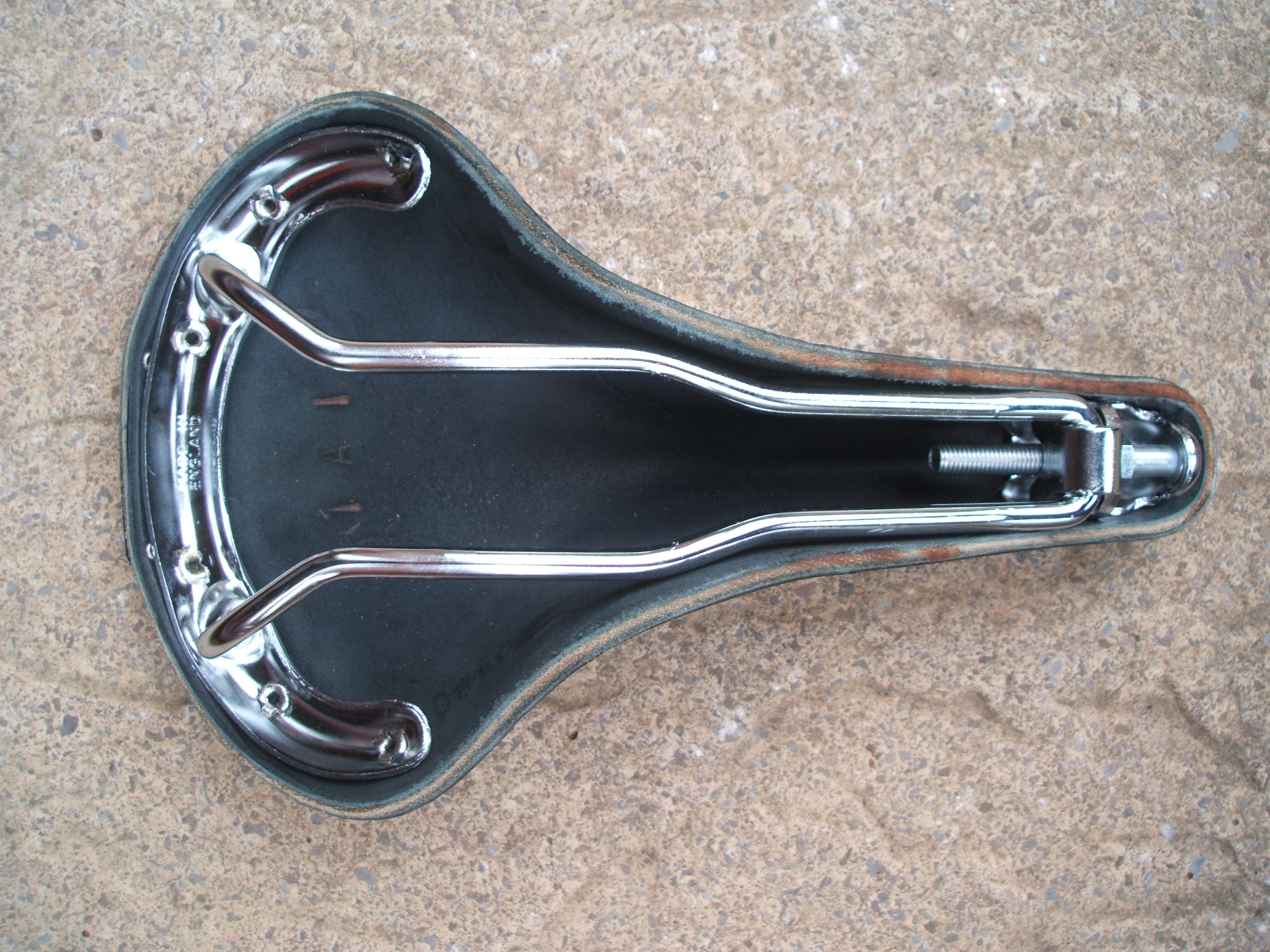
Face inférieure d'une Team Pro Classic

La conception typique d'une selle Brooks est un dessus en cuir ou caoutchouc naturel tendu sur un châssis en métal, fixé avec des rivets en acier ou en cuivre. À l'aide d'un boulon fileté, la souplesse de la selle peut être réglée. 